# Suanpan

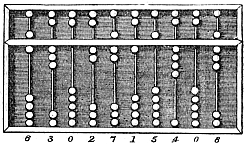
Suanpan (liczba jaką wskazuje liczydło to 6,302,715,408)

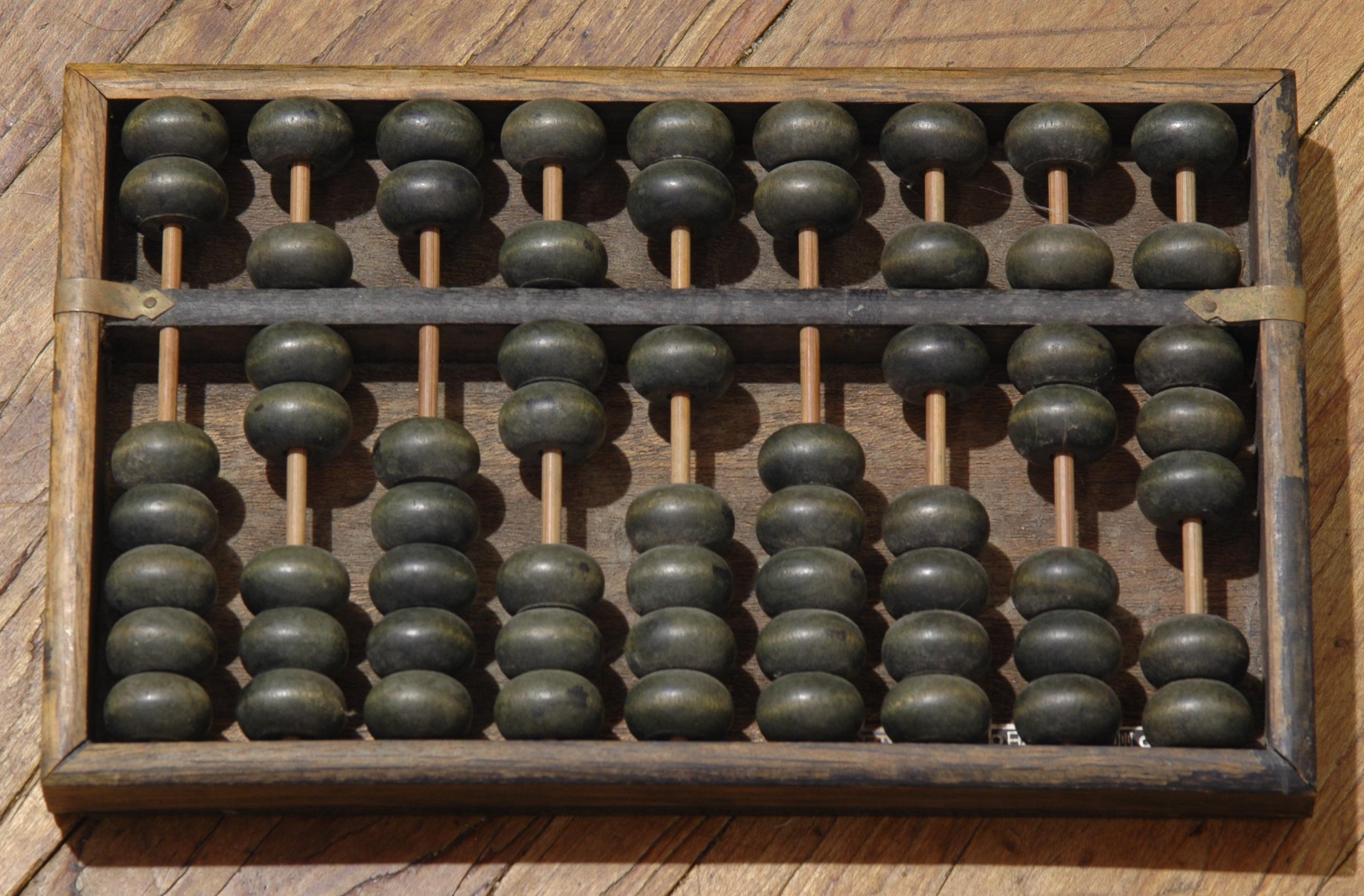
Suanpan

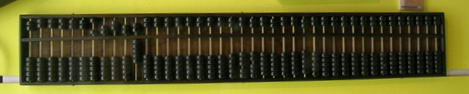
Długa wersja suanpan

Suanpan (chin .trad.: 算盘, chin. upr.: 算盤, pinyin: suànpán) – chińska odmiana europejskiego abaku. Każdy z drutów w suanpanie dzieli się na dwie części: jedną z pięcioma kulkami i drugą z dwoma każdym o "wartości" pięciu kulek z pierwszej części drutu. Na suanpanie można szybko wykonywać: mnożenie, dzielenie, dodawanie, odejmowanie, pierwiastkowanie kwadratowe i sześcienne. Wynalezione najpóźniej w XII wieku.

## Reprezentacja liczb
Podczas reprezentacji liczby należy kierować się zasadami:
1. Kolejne kolumny kulek pokazują kolejne cyfry danej liczby.
2. Jeśli liczba jest krótsza niż szerokość suanpanu, to liczbę uzupełnia się od lewej zerami, aż do uzyskania odpowiedniej długości liczby.
3. Cyfra przedstawiona w danej kolumnie liczona jest prostym wzorem: cyfra = (liczba kulek w górnej części wsunięta "do wewnątrz")*5 + (liczba kulek w dolnej części wsunięta "do wewnątrz")